# لامبورگینی پی۱۴۰
لامبورگینی پی۱۴۰ نام رمزی است که به مجموعه‌ای از خودروهای نمونه اولیه ساخته شده توسط خودروساز معروف ایتالیایی یعنی لامبورگینی در سال ۱۹۸۷ داده شده‌است. این خودرو به عنوان جایگزینی برای لامبورگینی جالپا در حال خروج در نظر گرفته شده بود، اما به دلیل کاهش علاقه مشتریان به خودروهایی با کارایی بالا به دلیل بحران نفت خلیج فارس در دهه ۱۹۹۰، نزدیک به تولید بود، که هرگز به تولید نرسید. لامبورگینی پی۱۴۰ اولین لامبورگینی بود که به موتور وی۱۰ مجهز شد.

## تاریخ

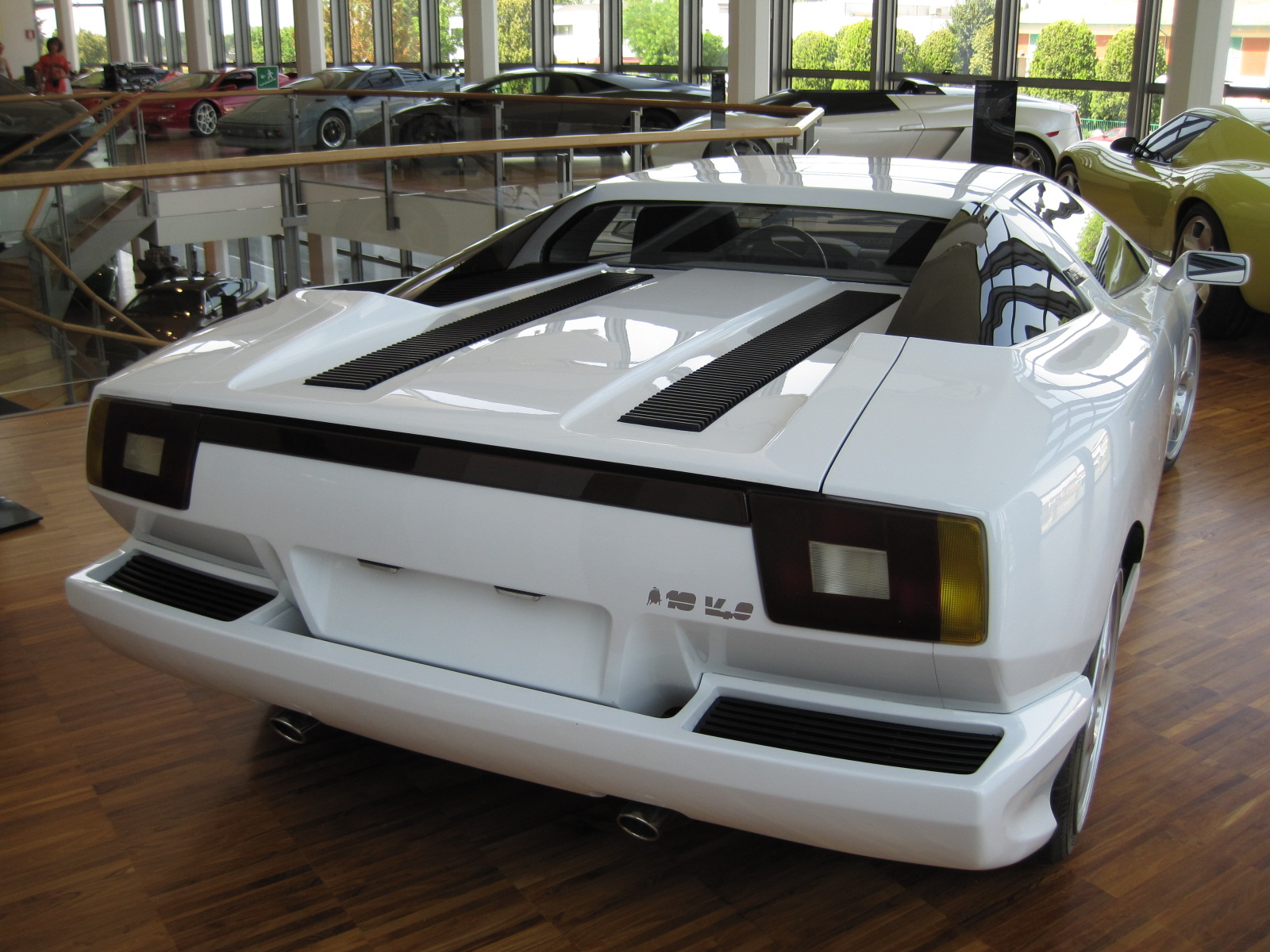
نمای عقب

در اواخر دهه ۱۹۸۰، لامبورگینی برنامه‌هایی را برای جایگزینی کانتاچ و جالپا کهنه‌کار انجام داد. در حالی که توسعه مدل پرچمدار با موتور وی۱۲ این شرکت از قبل آغاز شده بود، کار برای شروع توسعه مدل جدید پایه آغاز شد. کار طراحی مدل جدید بار دیگر با طراح مشهور ایتالیایی مارچلو گاندینی که قبلاً از نزدیک با لامبورگینی کار کرده بود، بسته شد. لامبورگینی پی۱۴۰ از یک موتور کاملاً جدید ۴٫۰ لیتری وی۱۰ همراه با داشبورد ارگونومیک و استفاده گسترده از آلومینیوم در ساخت لامبورگینی استفاده کرد. خودرو. توسعه این مدل در دهه ۱۹۹۰ ادامه یافت تا اینکه مالک وقت شرکت کرایسلر در نهایت تصمیم گرفت که این مدل نمی‌تواند هزینه‌های توسعه خود را توجیه کند و علاقه زیادی را در بین مشتریان به خود جلب کند به دلیل ادامه بحران نفت خلیج فارس در دهه ۱۹۹۰ که منجر به سقوط شد. در فروش خودروهای اسپرت با کارایی بالا. این مدل در مراحل پایانی توسعه خود کنار گذاشته شد اما بعداً، همان موتور و گیربکس مورد استفاده در پی۱۴۰ در کانسپت Calà طراحی شده توسط Giugiaro که در نمایشگاه خودروی ژنو ۱۹۹۵ معرفی شد.
Calà به‌طور کامل از طراحی گوه ای پی۱۴۰ منحرف شد و بدنه ای با طراحی منحنی جدید ساخته شده از فیبر کربن با ویژگی‌های نوآورانه مانند طراحی تارگا را معرفی کرد. افزایش علاقه مشتریان بار دیگر لامبورگینی را تشویق کرد تا مدلی را برای پر کردن خلاء جالپا ایجاد کند، اما بار دیگر، کمبود بودجه مورد نیاز برای توسعه به این معنی بود که این مفهوم بار دیگر باید کنار گذاشته شود. تا اینکه در سال ۲۰۰۲ سرانجام گالاردو با تکامل موتور وی۱۰ مورد استفاده در پی۱۴۰ به عنوان مدل پایه جدید این برند معرفی شد و از نظر فروش بسیار موفق بود.

## تولید
۳ تا ۴ نمونه اولیه پی۱۴۰ طبق سوابق شرکت ساخته شده‌است. اولین مورد نارنجی رنگ بود و کاملاً کاربردی بود و حداکثر سرعت ۲۹۵ کیلومتر بر ساعت (۱۸۳ مایل بر ساعت) را داشت. حلقه Nardò در ایتالیا. نمونه دوم قرمز رنگ بود اما فقط یک شاسی غلتان بود و هرگز موتوری در آن نصب نشد و سومی که در سال‌های ۱۹۹۱–۱۹۹۲ ساخته شد، به رنگ سفید بود. خودروی سوم در حین آزمایش دچار تصادف شد اما بعداً بازسازی شد و در حال حاضر در موزه رسمی لامبورگینی در سانتاگاتا بولونیزه ایتالیا به نمایش گذاشته شده‌است.

## کارایی
پی۱۴۰ از یک موتور ۴٫۰ لیتری وی۱۰ با تزریق سوخت در وسط نصب شده‌است که نیرو را از طریق یک گیربکس ۶ سرعته دستی به چرخ‌های عقب می‌فرستد. این موتور اولین موتور ۱۰ سیلندر لامبورگینی بود و حداکثر توان خروجی ۳۷۰ اسب بخار متری (۲۷۲ کیلووات؛ ۳۶۵ اسب بخار). این خودرو می‌تواند در مدت زمان حدودی پنج ثانیه از ۰–۱۰۰ کیلومتر بر ساعت (۰–۶۲ مایل بر ساعت) برسد. همان موتور وی۱۰ بعداً در کانسپت Calà که در سال ۱۹۹۵ معرفی شد ظاهر شد.